# حبيب الهداف
حبيب سعيد الهداف (مواليد 24 مايو 1978) هو لاعب كرة قدم سعودي سابق.

## مسيرة اللاعب
الأندية التي لعب لها : نادي الفتح - هجر - الطائي - الجيل - القارة.